# Enigheten (1732)
Enigheten var ett av svenska flottans linjeskepp, byggd och sjösatt 1732 på Karlskrona Örlogsvarv under ledning av Charles Sheldon.

## Tjänstehistoria
Enigheten deltog under flera svenska krig och under Gustav III:s ryska krig 1788-1790 deltog hon vid följande slag:
- Sjöslaget vid Hogland - 17 juli, 1788
- Slaget vid Ölands södra udde - 26 juli, 1789

Enigheten förliste den 3 juli 1790 då hon av misstag rammades och antändes av den svenska brännaren Postiljonen i samband med den svenska flottans utbrytning ur Viborgska viken i det så kallade Viborgska gatloppet.

## Fartygschefer
- Carl Fredrik Eneskjöld, 1788
- Johan Daniel Whitlock, 1789[1]